# W50

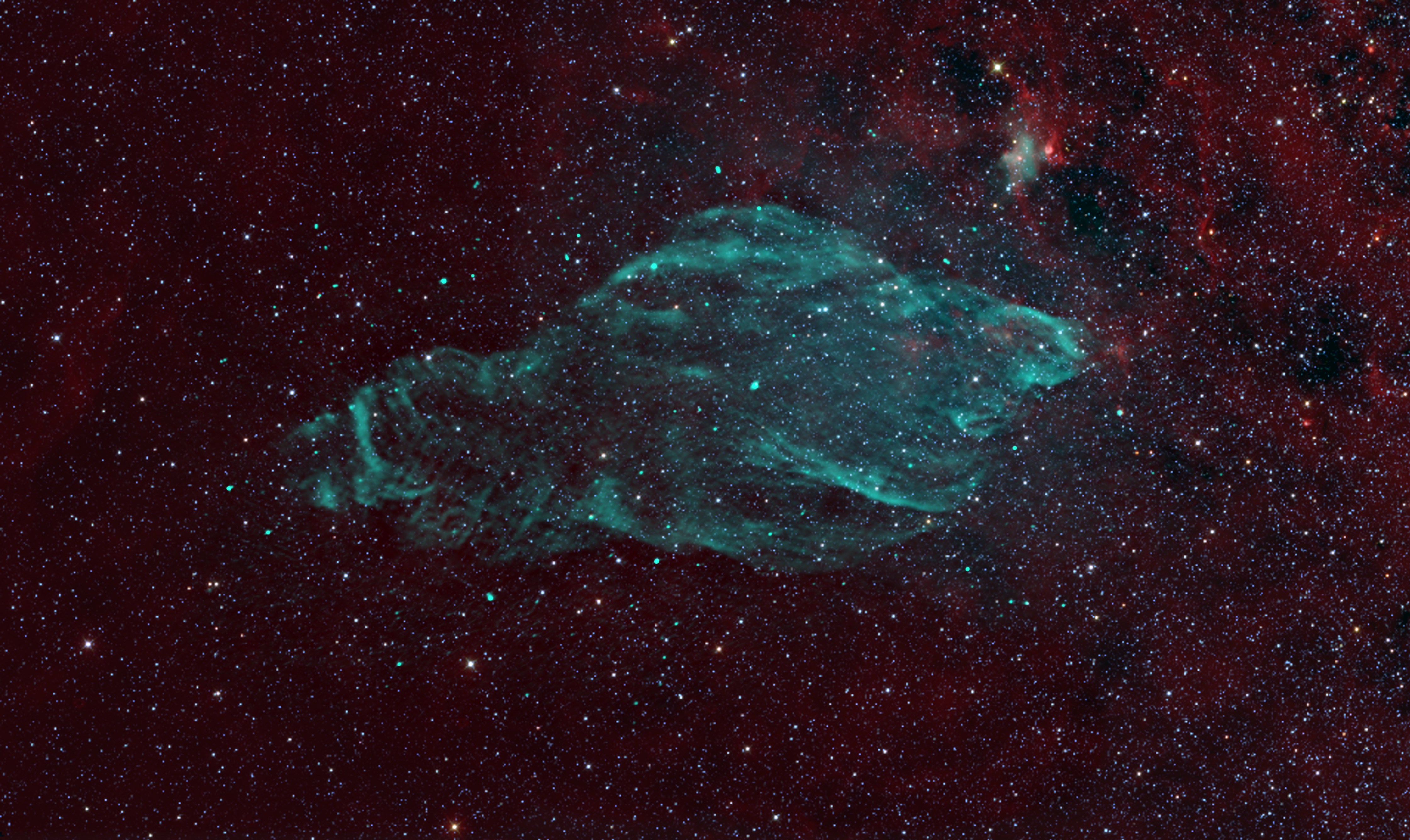
W50

W50 или SNR G039.7-02.0 , иногда называемая Туманностью ламантина, является остатком Сверхновой, расположенным в созвездии Орла, на расстоянии около 18 000 световых лет. В его центре находится микроквазар SS 433 , струи которого искажают оболочку остатка. Скорее всего, W50 и SS 433 являются родственными объектами, остатками сверхновой, которая произошла около 20 000 лет назад.

## Книжные источники
- Tills, Tony (2013), Sciene Year , World Book, Inc., ISBN 9780716605676

## Внешние источники
Тайна SS 433 https://web.archive.org/web/20100701100050/http://blackholes.stardate.org/resources/articles/article.php?p=mystery-of-ss443